# Saint-Étienne-de-Vicq
 Saint-Étienne-de-Vicq  es una población y comuna francesa, situada en la región de Auvernia, departamento de Allier, en el distrito de Vichy y cantón de Lapalisse.

## Demografía
| 442 | 451 | 419 | 390 | 406 | 431 | 456 | 504 |
| Para los censos de 1962 a 1999 la población legal corresponde a la población sin duplicidades (Fuente: INSEE [Consultar]) |     |     |     |     |     |     |     |